# Kastrup Station
Kastrup ist eine oberirdische U-Bahn-Station des dänischen Ortsteils Kastrup in der Tårnby Kommune. Die Station wird von der Linie M2 des Kopenhagener U-Bahn-Systems bedient.
Die Station in Hochlage wurde am 28. September 2007 für den neuerbauten U-Bahn-Abschnitt Lufthavnen-Lergravsparken eröffnet. Es bestehen Umsteigemöglichkeiten zu diversen Buslinien.